# Adolf le Comte
Adolf le Comte (Rijswijk, 30 augustus 1850 - Den Haag, 3 januari 1921) was een Nederlands kunstenaar en docent aan de Polytechnische school in Delft. 
Le Comte volgde opleidingen aan kunstnijverheidsscholen te Karlsruhe en Neurenberg en aan de Polytechnische School te Delft. Na zijn opleiding werkte hij een tijdlang als decorateur in Parijs. Rond 1880 trad Le Comte als ontwerper in dienst bij plateelbakkerij De Porceleyne Fles in Delft, waar hij tot zijn dood zou blijven werken. Hij groeide uit tot artistiek leider van de fabriek. In die functie maakte hij onder meer het opvallende tegelplateau van het hofje Vrouwe Groenevelt's Liefdegesticht. 
Bij de faculteit bouwkunde van de Polytechnische School speelde hij een bepalende rol op het gebied van bouwdecoratieve kunst en andere toegepaste kunsten. Verder gaf Adolf le Comte les aan kunstschilders zoals Jan Toorop, Harm Kamerlingh Onnes, W.B. Tholen en Hendrik van Borssum Buisman.
Le Comte was bevriend met de glazenier Jan Schouten en de kunstverzamelaar Lambert van Meerten. 
Samen met Schouten speelde Le Comte een belangrijke rol in de totstandkoming van het Delftse Museum Lambert van Meerten. In 1909 werd Le Comte de eerste directeur van dit museum.
Het huis Villa Casparus in Weesp werd in 1901 in jugendstil gebouwd onder architectuur van de architect A. Salm. Deze villa was voorzien van een lichtkoepel met gebrandschilderd glas ontworpen door Adolf le Comte.

## Galerij

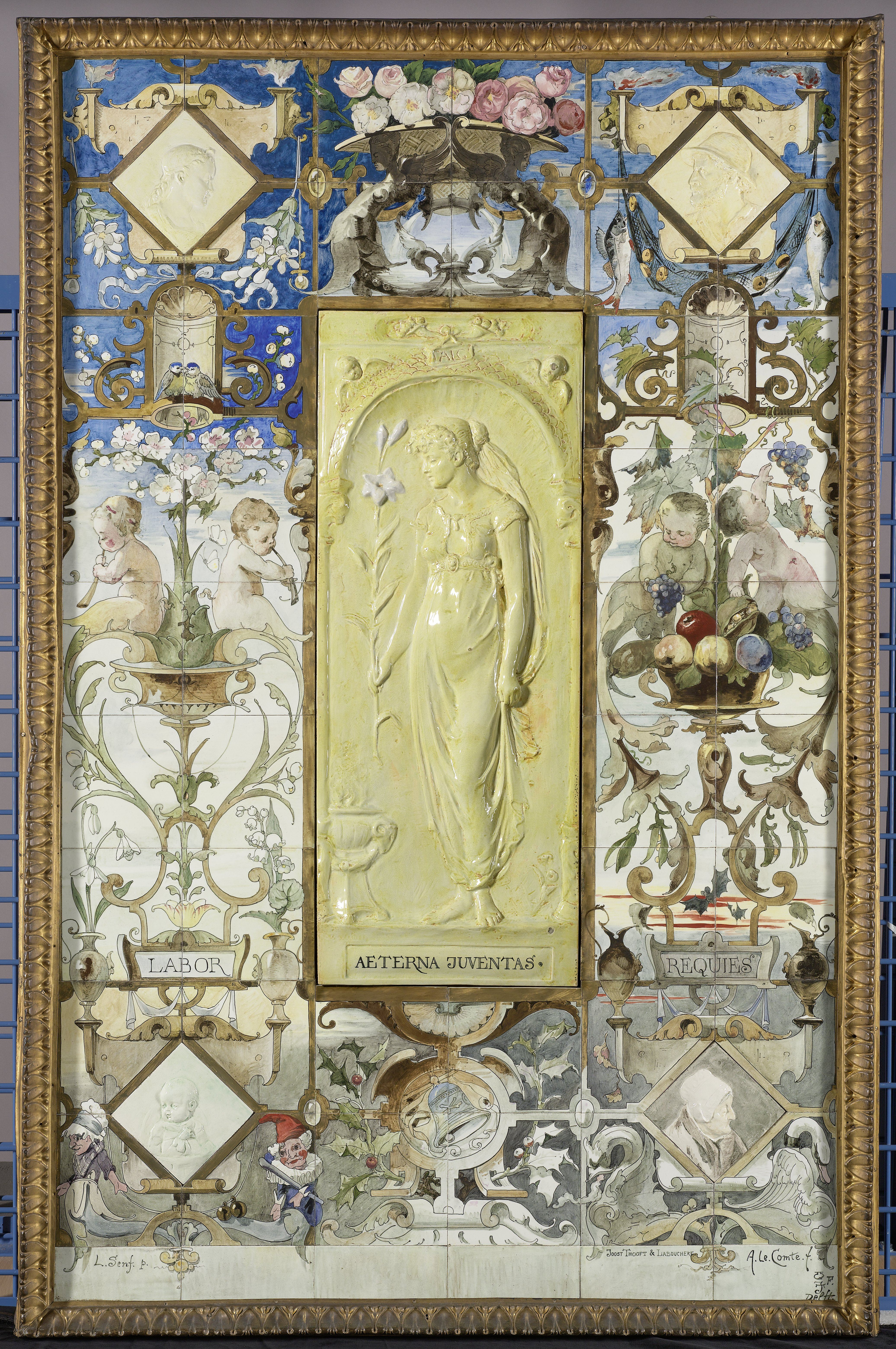
Tegeltableau (samen met Leon Senf)
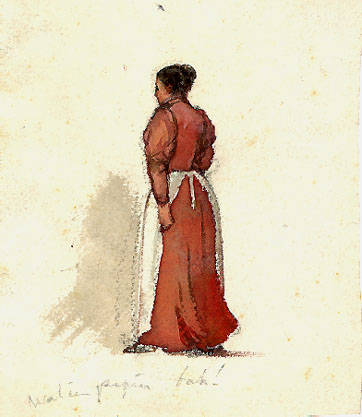
Tekeningen Collectie UB Leiden
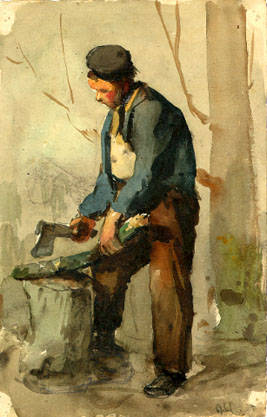
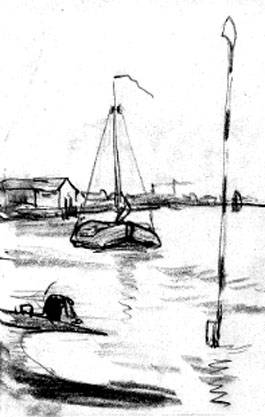